# Francis Albert Sinatra & Antônio Carlos Jobim
Francis Albert Sinatra & Antônio Carlos Jobim — спільний студійний альбом Френка Сінатри та Антоніу Карлуса Жобіна, випущений 1967 року власним лейблом Сінатри Reprise Records.
Наприкінці 1966 року Френк Сінатра  зателефонував Жобіму в Ріо-де-Жанейро і запропонував створити спільний запис. Том прибув в США в січні 1967 року, запис відбувся 30 січня — 1 лютого 1967 року на студії United Western Recorders, Голлівуд, Лос-Анджелес. За бажанням Сінатри, до альбому увійшли сім пісень Жобіма, перекладених англійською Реєм Гілбертом та Норманом Гімбелом, а також три композиції інших авторів з Great American Songbook («Change Partners», «I Concentrate on You», «Baubles, Bangles and Beads»), аранжованих Клаусом Огерманом в стилі босанови. Том Жобім акомпанував Сінатрі на гітарі і фортепіано, а також виступив бек-вокалістом. Альбом Francis Albert Sinatra & Antônio Carlos Jobim вийшов у березні 1967 року, отримав високу оцінку критиків і високий рівень продажу.
Для Жобіма, після кількох років відносної тиші, які настали за релізом Getz/Gilberto, це був надзвичайно важливий успіх, що забезпечив продажі у всьому світі й схвальні відгуки навіть у Радянському Союзі та на Кубі. Це також був один з найпопулярніших альбомів, коли-небудь записаних Сінатрою, який, перебуваючи на вершині слави, також потребував підтримки своєї кар'єри в епоху року.
1967 року Francis Albert Sinatra & Antônio Carlos Jobim номінувався на «Греммі» за найкращий альбом року та найкраще чоловіче вокальне виконання, але поступився перемогою, відповідно, Sgt. Pepper's Lonely Hearts Club Band The Beatles та «By the Time I Get to Phoenix» Глена Кемпбелла.

## Список композицій
| Трек | Назва                                       | Автори                                                  | Тривалість |
| ---- | ------------------------------------------- | ------------------------------------------------------- | ---------- |
| A1   | «The Girl from Ipanema»                     | Антоніу Карлус Жобін, Вінісіус ді Морайс, Норман Гімбел | 3:00       |
| A2   | «Dindi»                                     | Антоніу Карлус Жобін, Алоїзіу ді Олівейра, Рей Гілберт  | 3:25       |
| A3   | «Change Partners»                           | Ірвінг Берлін                                           | 2:40       |
| A4   | «Quiet Nights of Quiet Stars (Corcovado)»   | Антоніу Карлус Жобін, Джин Ліс                          | 2:45       |
| A5   | «Meditation (Meditação)»                    | Антоніу Карлус Жобін, Ньютон Мендонса, Норман Гімбел    | 2:51       |
| B1   | «If You Never Come to Me (Inútil Paisagen)» | Антоніу Карлус Жобін, Алоїзіу ді Олівейра, Рей Гілберт  | 2:10       |
| B2   | «How Insensitive (Insensatez)»              | Антоніу Карлус Жобін, Вінісіус ді Морайс, Норман Гімбел | 3:15       |
| B3   | «I Concentrate on You»                      | Коул Портер                                             | 2:32       |
| B4   | «Baubles, Bangles and Beads»                | Олександр Бородін, Джордж Форрест, Роберт Райт          | 2:32       |
| B5   | «Once I Loved (O Amor Em Paz)»              | Антоніу Карлус Жобін, Вінісіус ді Морайс, Рей Гілберт   | 2:37       |

## Виконавці
- Френк Сінатра — вокал
- Антоніу Карлус Жобін — фортепіано, гітара, клавесин, вокал
- Клаус Огерман — аранжувальник і диригент
- Річард «Дік» Хаймен — орган
- Дом Ум Роман — барабани
- Аль Вайола — гітара (трек A3)
- Глен Кемпбелл, Ел Кейсі — гітари
- Керол Кей — бас-гітара
- Дік Ноел — тромбон
- Бад Шенк — флейта, саксофон, дерев'яні духові
- Артур Глеггорн — флейта, саксофон, дерев'яні духові
- Бадді Колетт — саксофон, дерев'яні духові
- Рой Катон, Оллі Мітчелл — труби
- Ронні Ленг — кларнет
- Білл Міллер, Дональд Овенс — фортепіано
- Ральф Пенья — контрабас
- Ірвінг Коттлер, Гел Блейн, Едді Брекетт, Віктор Фельдман — барабани, перкусія
- Колін Бейлі — перкусія
- Джиммі Гетцофф, Натан Росс, Бернард Кунделл, Анатоль Камінскі, Ральф Шеффер, Арнольд Бельник, Бонні Дуглас, Ізраель Бейкер, Ерно Нойфельд, Телма Біч, Гаррі Блюстоун, Вільям Кураш — скрипки
- Рафаель Крамер, Елізабет Гріншпун, Ніно Россо, Курт Рейер, Арманд Капрофф — віолончелі